# David Hare
Sir David Hare, all'anagrafe David Rippon Hare (St Leonards-on-Sea, 5 giugno 1947), è un drammaturgo, sceneggiatore, regista, direttore artistico, produttore teatrale, produttore cinematografico e produttore televisivo britannico.

## Biografia
Nato nella contea di East Sussex, figlio di Agnes Gilmour e Clifford Theodore Rippon. Ha studiato al Lancing College e successivamente al Jesus College di Cambridge. La sua prima opera è Slag, messa in scena nel 1970, in seguito viene nominato "Resident Dramatist" del Royal Court Theatre di Londra e della Nottingham Playhouse.
Nel 1975, assieme a David Aukin e Max Stafford-Clark, fonda la Joint Stock Company. Dalla metà degli anni settanta in poi inizia a scrivere per il National Theatre, per il quale mette in scena le opere Plenty e A Map of the World e Pravda. Dal 1984 assume la carica di amministratore del National Theatre. Nel corso degli anni scrive molte commedie, come la trilogia trilogia Racing Demon, Murmuring Judges e The Absence of War. Sempre il National Theatre ha diretto diverse opere teatrali, The Pleasure Principle di Snoo Wilson, Weapons of Happiness di Howard Brenton e Re Lear di William Shakespeare.
Nel 1982 ha fondato una società cinematografica chiamata Greenpoint Films, per la quale ha scritto diverse sceneggiature, Plenty di Fred Schepisi, Il mistero di Wetherby e Spalle nude da lui stessi diretti. Nel 2002 adatta per il grande schermo il romanzo di Michael Cunningham Le ore scrivendo la sceneggiatura di The Hours, per quale viene candidato all'Oscar per la miglior sceneggiatura non originale.
Nel corso della sua lunga carriera si è aggiudicato numerosi riconoscimenti, tra cui il John Llewellyn Rhys Prize nel 1975 con Knuckle, un BAFTA Award nel 1979, New York Drama Critics Circle Award nel 1983, l'Orso d'oro al Festival di Berlino 1985 e il London Theatre Critics' Award. Dopo essere stato membro della giuria al Festival di Berlino del 1997, nel 1998 gli viene conferito il titolo di Cavaliere dell'Impero Britannico.
Nel 2009 ottiene la sua seconda candidatura all'Oscar per la miglior sceneggiatura non originale per il film The Reader - A voce alta, adattamento cinematografico del romanzo di Bernhard Schlink A voce alta - The Reader.

### Vita privata
È stato sposato dal 1970 al 1980 con la produttrice Margaret Matheson, da cui ha avuto tre figli. Dal 1992 è sposato con la stilista francese Nicole Farhi.

## Opere teatrali
- Slag (1970)
- The Great Exhibition (1972)
- Brassneck (1973) (con Howard Brenton)
- Knuckle (1974)
- Fanshen (1975)
- Teeth 'n' Smiles (1975)
- Plenty (1978)
- A Map of the World (1982)
- Pravda (1985) (con Howard Brenton)
- The Bay at Nice, and Wrecked Eggs (1986)
- The Secret Rapture (1988)
- Racing Demon (1990)
- Murmuring Judges (1991)
- The Absence of War (1993)
- Skylight (1995)
- Amy's View (1997) (rappresentato in Italia con il titolo Differenti opinioni)
- The Blue Room (1998) (adattamento di Arthur Schnitzler)
- The Judas Kiss (1998)
- Via Dolorosa (1998)
- My Zinc Bed (2000)
- The Breath of Life (2002)
- The Permanent Way (2004)
- Stuff Happens (2004)
- The Vertical Hour (2006)
- Gethsemane (2008)
- Berlin (2009)
- Wall (2009)
- The Power of Yes (2009)
- South Downs (2011)
- Behind the Beautiful Forevers (2014)
- The Moderate Soprano (2015)
- The Red Barn (2016)
- I'm Not Running (2018)
- Beat the Devil (2020)
- Straight Line Crazy (2022)

## Filmografia

### Sceneggiatore

#### Cinema
- Il mistero di Wetherby (Wetherby), regia di David Hare (1985)
- Plenty, regia di Fred Schepisi (1985)
- Paris by Night, regia di David Hare (1988)
- Spalle nude (Strapless), regia di David Hare (1989)
- Il danno (Damage), regia di Louis Malle (1992)
- The Hours, regia di Stephen Daldry (2002)
- The Reader - A voce alta (The Reader), regia di Stephen Daldry (2008)
- La verità negata (Denial), regia di Mick Jackson (2016)
- Nureyev - The White Crow (The White Crow), regia di Ralph Fiennes (2018)

#### Televisione
- My Zinc Bed - Ossessione d'amore (My Zinc Bed), regia di Anthony Page (2008)
- Page Eight, regia di David Hare – film TV (2011)
- Collateral – miniserie TV, 4 episodi (2018)

### Regista

#### Cinema
- Il mistero di Wetherby (Wetherby) (1985)
- Paris by Night (1988)
- Spalle nude (Strapless) (1989)

#### Televisione
- Page Eight (2011) - film TV
- Turks & Caicos (2014) - film TV
- In guerra tutto è concesso (Salting the Battlefield) (2014) - film TV